# Seattle SuperSonics 1973-1974
La stagione 1973-74 dei Seattle SuperSonics fu la 7ª nella NBA per la franchigia.
I Seattle SuperSonics arrivarono terzi nella Pacific Division della Western Conference con un record di 36-46, non qualificandosi per i play-off.

## Roster
| N° | Naz.                   | Ruolo | Sportivo           | Anno | Alt. | Peso |
| -- | ---------------------- | ----- | ------------------ | ---- | ---- | ---- |
| 10 | Stati Uniti (bandiera) | GA    | Dick Snyder        | 1944 | 196  | 94   |
| 12 | Stati Uniti (bandiera) | G     | Milt Williams      | 1945 | 188  | 83   |
| 13 | Stati Uniti (bandiera) | G     | Slick Watts        | 1951 | 185  | 79   |
| 14 | Stati Uniti (bandiera) | AC    | John Hummer        | 1948 | 206  | 104  |
| 15 | Stati Uniti (bandiera) | GA    | Bud Stallworth     | 1950 | 196  | 86   |
| 21 | Stati Uniti (bandiera) | GA    | Dick Gibbs         | 1948 | 196  | 95   |
| 24 | Stati Uniti (bandiera) | AC    | Spencer Haywood    | 1949 | 203  | 102  |
| 31 | Stati Uniti (bandiera) | AC    | Jim Fox            | 1943 | 208  | 104  |
| 32 | Stati Uniti (bandiera) | G     | Fred Brown         | 1948 | 191  | 83   |
| 40 | Stati Uniti (bandiera) | GA    | John Brisker       | 1947 | 196  | 95   |
| 42 | Stati Uniti (bandiera) | G     | Mahdi Abdul-Rahman | 1942 | 188  | 84   |
| 43 | Stati Uniti (bandiera) | A     | Kenny McIntosh     | 1949 | 201  | 102  |
| 44 | Stati Uniti (bandiera) | AC    | Jim McDaniels      | 1948 | 211  | 103  |
| 45 | Stati Uniti (bandiera) | A     | Vester Marshall    | 1948 | 201  | 91   |

## Staff tecnico
- Allenatore: Bill Russell
- Vice-allenatore: Em Bryant